# Finestra temporale
Le finestre temporali sono aperture bilaterali simmetriche, eventualmente presenti su ciascuna "tempia" del cranio degli amnioti, sopra e sotto le ossa sopraorbitale e squamoso, dei quali sono una caratteristica tipica, utile per la classificazione scientifica.

## Descrizione
La presenza, il numero e la morfologia delle finestre temporali sono assai importanti per la classificazione tassonomica: si distinguono infatti;
- Anapsida, senza finestra temporale.
- Synapsida, con un unico paio di finestre al di sotto del postorbitale e dello squamosale.
- Euryapsida, con un unico paio di finestre al di sopra del postorbitale e dello squamosale.
- Diapsida, con due paia di finestre temporali.

Gli Euryapsida si sono evoluti dai Diapsida, tramite la perdita della finestra temporale inferiore.
In termini di tassonomia, i quattro gruppi sono classificati come segue:
Amniota 
- Synapsida (rettili simili a mammiferi) 
  - Ordine Therapsida
    - Classe Mammalia
- Classe Sauropsida
  - Sottoclasse Anapsida
    - Eureptilia

  - Sottoclasse Diapsida
    - Euryapsida
    - Aves

Le finestre temporali superiori vengono dette finestre sopratemporali, mentre quelle inferiori vengono dette finestre infratemporali.
La fisiologia associa solitamente la comparsa delle finestre temporali con l'aumento del metabolismo e, di conseguenza, anche della muscolatura della mandibola. I primi amnioti del Carbonifero, infatti, non possedevano finestre, mentre i più evoluti sauropsidi e sinapsidi le avevano.
In questi ultimi due gruppi, con l'evoluzione, le finestre temporali si allargarono ulteriormente e cambiarono leggermente forma per far posto a una muscolatura più forte, in modo tale da poter dare morsi più potenti e masticare carne o materiale vegetale più coriacei. I dinosauri (facenti parte dei sauropsidi) avevano grosse finestre, così come i loro discendenti, gli uccelli.
I mammiferi (che sono sinapsidi), non hanno finestre temporali, ma è presente un'apertura detta orbita temporale e dei muscoli temporali.